# Domašinec
Domašinec (mađarski: Damása), općina u Hrvatskoj. Nalazi se u Međimurskoj županiji.

## Općinska naselja
U sastavu općine nalaze se 2 naselja (stanje 2006.), to su: Domašinec i Turčišće. 

## Stanovništvo
Po popisu stanovništva iz 2011. godine, općina Domašinec ima je 2251 stanovnika, što predstavlja 1,98 % od ukupnog broja stanovnika Međimurske županije, odnosno 0,05 % od ukupnog broja stanovnika Hrvatske, raspoređenih u 2 naselja:
- Domašinec − 1871
- Turčišće − 588

Gustoća naseljenosti u Domašincu je 64 stanovnika/km2.

### Nacionalni sastav, 2011.
- Hrvati – 2127 (94,49 %)
- Romi – 100 (4,44 %)
- Albanci – 2 (0,09 %)
- Srbi – 3 (0,13 %)
- Slovenci – 6 (0,27 %)
- Rusi – 1  (0,04 %)
- Bošnjaci – 1 (0,04 %)
- Mađari – 1  (0,04 %)
- Nijemci – 3  (0,13 %)
- ne izjašnjavaju se – 5  (0,22 %)

| broj stanovnika | 1763  | 1971  | 2228  | 2470  | 2452  | 2891  | 2815  | 2965  | 3171  | 3180  | 2958  | 2946  | 2743  | 2590  | 2459  | 2251  | 1923  |
|                 | 1857. | 1869. | 1880. | 1890. | 1900. | 1910. | 1921. | 1931. | 1948. | 1953. | 1961. | 1971. | 1981. | 1991. | 2001. | 2011. | 2021. |

| broj stanovnika | 1220  | 1461  | 1550  | 1704  | 1709  | 1924  | 1861  | 2003  | 2187  | 2246  | 2139  | 2173  | 2038  | 1968  | 1871  | 1700  | 1456  |
|                 | 1857. | 1869. | 1880. | 1890. | 1900. | 1910. | 1921. | 1931. | 1948. | 1953. | 1961. | 1971. | 1981. | 1991. | 2001. | 2011. | 2021. |

## Povijest
Mlađu fazu željeznog doba u Međimurju dokumentiraju nalazi glinenih posuda s lokaliteta u Domašincu. Slučajno spašene glinene posude (urna i zdjele) znak su postojanja groblja ravnih grobova takozvane latenske kulture. 
Nositelji latenske kulture – Kelti – točnije pripadnici jednog njihovog plemena Tauriska, zajedno sa starosjedilačkim stanovništvom dočekali su i dolazak Rimljana u Međimurje. Spomenuti keramički nalazi iz Domašinca, rađeni na lončarskom kolu, bez sumnje dokazuju prisutnost keltskih ratnika, lončara i metalurga.
U povijesnim vrelima Domašinec se prvi puta spominje 1244. godine. Tada se spominje plemić Petrina kao vlasnik posjeda imenom Damasa, odnosno Domasa.
Feudalni posjed s imenom vlasnika Damaša (terrae Damasa) postojao je već ranije. Sredinom četrnaestog stoljeća, točnije 1349., spominje se posjed Damasa između rijeke Mure i Drave u županiji Zala. Današnje ime Domašinec (Domassinecz) prvi se puta spominje 1478. godine.
U vrijeme Nikole i Petra Zrinskih, sredinom 17. stoljeća u Domašincu su držali posjede koje su dobili kao naknadu za vojničku službu Nikola Buđak, Juraj Daca i Juraj Katanec, Nikola Čes, Mihael Baranić i Stjepan Balaško. Oni su bili profesionalni vojnici u službi Zrinskih kao konjanici. U isto vrijeme kao pješaci u vojničkoj su službi Zrinskih bili Stanislav i Andrija Madak, Stjepan Špoljar, Ivan Nemet, Ivan Vargonić, Juraj Topličanec, Juraj Kolar i Petar Imbre.
Domašinec je 1672. godine bio sjedište jednog od 13 međimurskih sudčija, odnosno upravnih središta. U sudčiju Domašinec spadala su pored mjesta Domašinec i naselja Dekanovec, Novakovec, Gardinovec, Belica, Pribislavec, Mihovljan i Gornji Pustakovec. U upravnoj reorganizaciji Međimurja provedenoj 1722. godine Domašinec je uvršten u općinu sa sjedištem u Novakovcu. Osim malog posjeda Ivana pl. Perasa, cijeli je Domašinec bio posjed čakovečkog vlastelinstva.
Krajem 18. stoljeća Domašinec je veliko, mnogoljudno i za ono vrijeme vrlo bogato naselje. Godine 1772. u Domašincu je bilo 86 poreznih obveznika, od toga 65 kmetova. Držali su čak 251 kravu, 278 junica i teladi, 238 konja i 658 svinja. U selu je bilo 86 kuća. Na veliko su uzgajali duhan, takozvani "međimurski čerebi", mnogi su se bavili pčelarstvom i obrtom. Prvi poznati službeni popis stanovništva obavljen 1786. godine govori da je u Domašincu bilo 811 stanovnika, odnosno 110 obitelji koji su živjeli u 109 kuća.
Popis stanovnika iz 1900. godine govori da je u Domašincu živjelo 1709 žitelja. Od toga muških je bilo 833, a ženskih 876. Od tih 1709 stanovnika, 1655 stanovnika izjasnilo se za hrvatski jezik kao materinji jezik, mađarski 52, njemački 2. Po vjeri bilo je 1696 rimokatolika, 1 protestant i 12 židova. Pismenih stanovnika bilo je 595. Tada su u Domašincu bile 252 kuće. Od toga 214 njih je bilo zidanih, 6 ih je imalo samo zidane temelje, 28 kuća bilo je od nabijene ilovače, a samo 4 su bile drvene. Crijepom je bilo pokriveno čak 214 kuća, jedna je bila pokrivena šindrom (drvene daske), te 39 kuća slamom.
Domašinec se 1910. godine zove Damasa. Ima 1924 stanovnika i sjedište je općine koju čini i selo Turčišće, te naseobina Podnova puszta koja ima 22 stanovnika.

## Poznate osobe
- Marko Malović – katolički svećenik

## Šport
- NK Dinamo Domašinec
- NK Borac PMP Turčišće